# Solingen
Solingen je grad na zapadu Njemačke, u pokrajini Sjeverna Rajna-Vestfalija. Leži na rijeci Wupper 23 kilometra jugoistočno od Düsseldorfa, čijem upravnom području pripada. Ima oko 158.000 stanovnika.
Zahvaljujući razvijenoj i raširenoj proizvodnji jedaćeg pribora, škara, britvi i mačeva te kirurških instrumenata od svjetski poznatog čelika s tradicijom od srednjeg vijeka, naziva se "Gradom oštrica" te je poznat po svojem Muzeju mačeva. U gradu su razvijene metalurgija i kemijska industrija.
Prvi se put spominje 965. Povlastice dobio 1374, a u posjed Pruske dolazi 1815. Teško je stradao u bombardiranjima u Drugom svjetskom ratu. Nakon obnove dolazi do novog gospodarskog i demografskog zamaha.

## Vanjske poveznice
- www.solingen.de Službene stranice grada

 Vodič: Solingen na Wikivoyageu